# Nhã Nam
Nhã Nam là một xã thuộc tỉnh Bắc Ninh, Việt Nam.

## Địa lý
Xã Nhã Nam có vị trí địa lý:
- Phía đông giáp xã Phúc Hòa
- Phía tây giáp xã Quang Trung
- Phía nam giáp các xã Tân Yên và Ngọc Thiện
- Phía bắc giáp các xã Yên Thế và Tam Tiến.

Xã Nhã Nam có diện tích 34,43 km², dân số 33.127 người, mật độ dân số đạt 962 người/km².

## Lịch sử
Sau năm 1954, Nhã Nam là một xã thuộc huyện Yên Thế.
Ngày 20 tháng 7 năm 1957, Bộ Nội vụ ban hành Nghị định số 483-NV về việc thành lập thị trấn Nhã Nam thuộc huyện Yên Thế trên cơ sở tách phố Nhã Nam thuộc xã Nhã Nam.
Ngày 6 tháng 11 năm 1957, huyện Yên Thế được chia thành hai huyện Yên Thế và Tân Yên, thị trấn Nhã Nam và xã Nhã Nam chuyển sang trực thuộc huyện Tân Yên.
Ngày 5 tháng 8 năm 1978, Bộ trưởng Phủ Thủ tướng ban hành Quyết định số 135-BT về việc sáp nhập thị trấn Nhã Nam vào xã Nhã Nam.
Ngày 20 tháng 2 năm 2003, Chính phủ ban hành Nghị định số 16/2003/NĐ-CP về việc tái lập thị trấn Nhã Nam trên cơ sở 63,96 ha diện tích tự nhiên và 3.363 người của xã Nhã Nam; 63,20 ha diện tích tự nhiên và 620 người của xã An Dương.
Sau khi thành lập, thị trấn Nhã Nam có 127,16 ha diện tích tự nhiên và 3.983 người. Xã Nhã Nam còn lại 350,45 ha diện tích tự nhiên và 3.847 người.
Ngày 21 tháng 11 năm 2019, Ủy ban Thường vụ Quốc hội ban hành Nghị quyết số 813/NQ-UBTVQH14 về việc sắp xếp các đơn vị hành chính cấp xã thuộc tỉnh Bắc Giang (nghị quyết có hiệu lực từ ngày 1 tháng 1 năm 2020) về việc sáp nhập toàn bộ 4,28 km² diện tích tự nhiên và 5.027 người của xã Nhã Nam vào thị trấn Nhã Nam. Sau khi điều chỉnh địa giới hành chính, thị trấn Nhã Nam có diện tích 5,60 km², dân số là 8.200 người.
Ngày 16 tháng 6 năm 2025, Ủy ban Thường vụ Quốc hội ban hành Nghị quyết số 1658/NQ-UBTVQH15 của UBTVQH về việc sắp xếp các đơn vị hành chính cấp xã của tỉnh Bắc Ninh năm 2025. Theo đó, sắp xếp toàn bộ diện tích tự nhiên, quy mô dân số của thị trấn Nhã Nam và các xã Tân Trung, Liên Sơn, An Dương thành xã mới có tên gọi là xã Nhã Nam.